# 롱화쓰

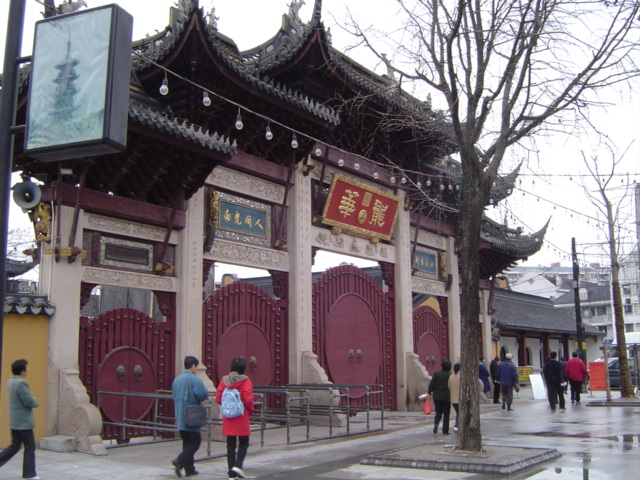
지금의 롱화쓰는 청조 광서 연간에 만들어졌다

롱화쓰(중국어: 龙华寺, 병음: Lónghúa Sì,용화사)는 상하이 남부의 불교 사찰로, 미륵불에 봉헌된 불교사찰이라는 의미이다. 롱화쓰는 역사적으로 유서 깊은 고찰로, 청나라 광서제 연간에 건축되어, 대부분의 건물이 중건 과정을 거쳐 지금에 이르러고 있다. 상하이에서는 가장 크고, 유서 깊은 불교 사찰로 평가되고 있다.

## 역사
롱화쓰가 처음 지어진 것은 AD 242년 삼국시대 때이다. 전설에 의하면, 오나라 왕 손권(孫權)이 부처의 사리를 얻어 13개의 탑을 세우라고 지시한 것이 롱화쓰의 시초라고 한다. 롱화쓰에 있는 롱화타(龍華塔)가 바로 그 일부라고 한다. 전설에 따르면 이 사찰의 이름은 용이 이 절에 한 차례 나타났다고 해서 지어졌다고 한다.
롱화쓰는 당나라 말기에 파괴되어, 977년 북송 때 다시 재건되었다. 1064년 북송 치평 원년 때, 사찰의 이름이 개명되었다가, 원나라 말, 명나라 초기 영락제 년간에 중건을 하면서 이름을 되찾았다고 한다.

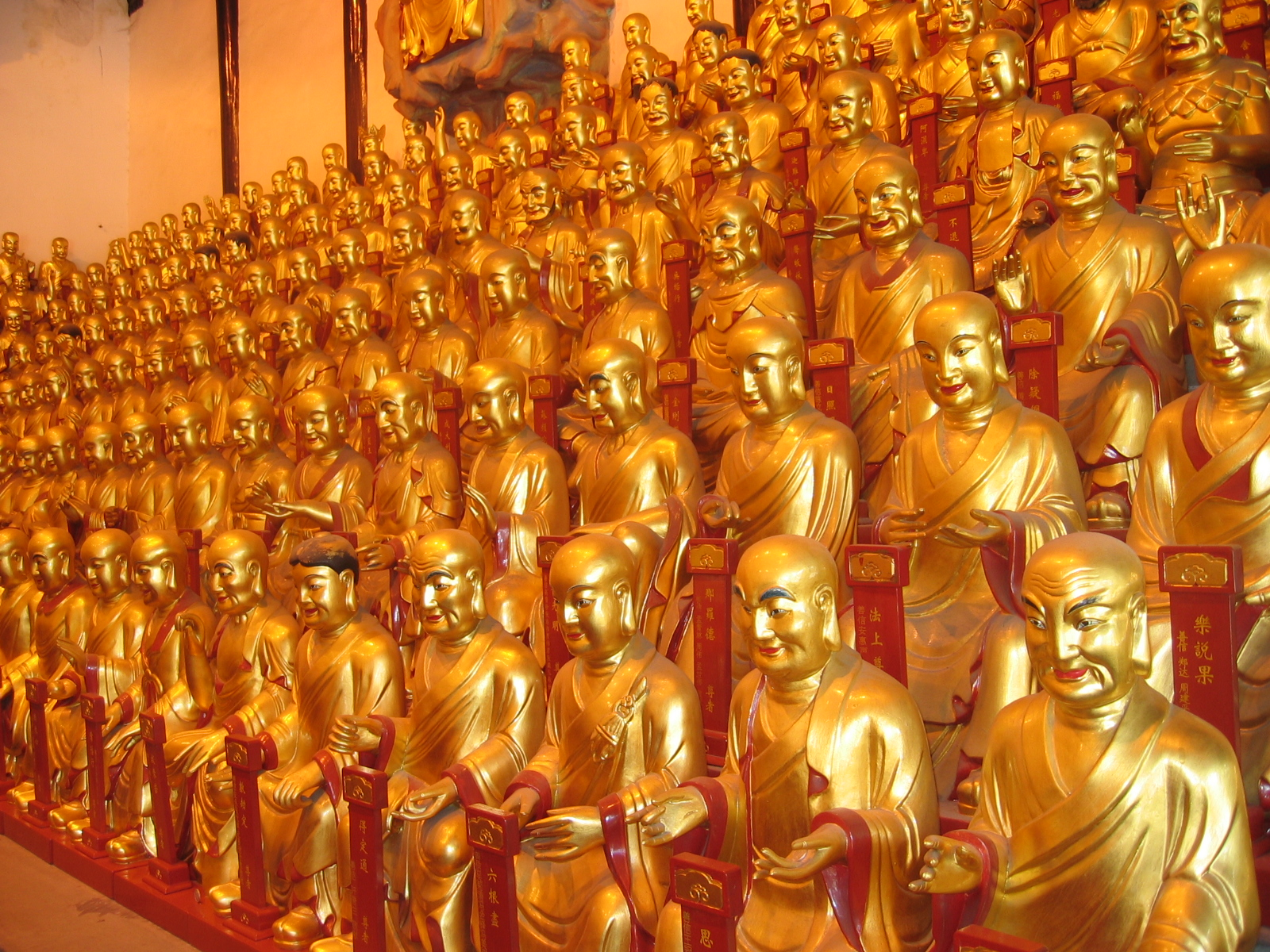
500불상

## 주요 건물
가장 유명한 용화탑은 정문 앞에 있는 광장에 존재하며, 8면의 7층탑으로 높이가 40.65m에 이른다. 그 외에 주요 건물로는 아래와 같다.
- 미륵전(彌勒殿)
- 천왕전(天王殿)
- 대웅보전(大雄宝殿)
- 삼성전(三聖殿)
- 방장실(方丈室)
- 장경루(藏經樓)
- 종루(鍾樓)
- 고루(鼓樓)

## 위치
사찰의 이름을 딴 롱화루 2853 번지에 존재한다. 상해체육관과 쉬자후이에서 차로 약 5분거리이다.
- 개방시간: 07:00~17:00